# Vokativ
Vokativ är ett kasus som används vid tilltal.
Den gamla indoeuropeiska vokativen är utdöd i de germanska språken, även om en ny vokativ innoverats i flera dialekter. I svenskan kan vokativ idag hittas i till exempel psalmer (Du bar ditt kors, o Jesu mild, O Kriste, oss benåda samt O Kriste, du som ljuset är). Det är då fråga om lånade former från latin och grekiska. Jämför genitivformerna Kristi och Jesu. I flera äldre psalmer har dessa former emellertid moderniserats i senare utgåvor av psalmböcker (exempel: i Jesu kär, var mig när och Jesu, djupa såren dina har "Jesu" ersatts med "Jesus"). 
Vokativ återfinns idag i de slaviska språken och är även bekant för dem som studerar iriska, skotsk gaeliska, latin, klassisk grekiska, arabiska och sanskrit.

## Klassisk grekiska
För det mesta är vokativformen densamma som nominativformen av substantiv på klassisk grekiska. Vokativ kan signaleras tydligare med ὦ före ordet, särskilt i mer formell stil. Barn, τέκνον (teknon), blir då helt enkelt ὦ τέκνον (o teknon, jfr "o barn"). Andra deklinationens maskulina substantiv och adjektiv bildar vokativ med ändelsen -ε som ersätter nominativets -ος. Exempelvis Ᾰ̓λέξᾰνδρος (Alexandros) blir ὦ Ᾰ̓λέξᾰνδρε (o Alexandre). I vissa andra deklinationer används ordstammen eller ordstammen utan den sista konsonanten.

## Latin

### Substantiv
Endast de substantiv som böjs enligt andra deklinationens maskulina mönster, det vill säga som i genitiv singularis slutar på -i och i nominativ singularis vanligtvis slutar på -us, får särskilda vokativformer. För övriga substantiv används nominativen som tilltalsform. Den latinska vokativen slutar på -e. En person med namnet Marcus tilltalas således Marce.

### Adjektiv
Adjektiv (inklusive adjektiviska verbformer) som kongruensböjs med substantiv enligt "-us, -a, -um-mönster" får också vokativform. Det gäller alltid där de är beskrivning till maskulina substantiv som "tilltalas", det vill säga även när aktuellt substantiv inte böjs enligt andra deklinationen, och således saknar vokativform. Store kung (tilltal) blir därmed rex magne (nominativ: rex magnus). Även vissa räkneord har vokativform, vilken då fungerar på samma sätt som adjektivens. 

## Rumänska
Det andra romanska språket som har vokativ är rumänska som använder kasuset vid tilltal. Oftast används vokativ bara med levande varelser (människor och djur) men också skönlitterära texter använder dem. I dagens rumänska är vokativ ganska ovanlig: i skriftspråket har nominativ ersatt vokativ nästan totalt. I talspråket beror användning på dialektområden: mest typiskt är vokativ i Muntenien. Ändelser är -e, -ule, -o och -lor: Doamnelor și domnilor!= "mina damer och herrar!", idiotule!= "idiot!" och bunico!= "mormor!".

## Baltiska och slaviska språk
Litauiskan, tjeckiskan, polskan och serbiskan (dvs även kroatiska mfl) är några av de europeiska språk som har levande vokativform. I litauiskan existerar den i singularis och kan ha följande ändelser: -e, -i, -y, -a, -ie, -au, -iau, -ai, -uk, -enie och -erie.
Tjeckiskans vokativformer är oftast -o för feminina substantiv och -e eller -i för maskulina substantiv, exempelvis har namnet ”Martin” vokativformen ”Martine”. Vokativformer för plural eller andra ord än substantiv existerar inte. Serbiskans vokativformer används för substantiv singular, och slutar ofta med "-o", särskilt de som slutar på bokstaven "-a" i nominativ, till exempel "Jelena – Jelenu". Även många andra ändelser används "Petar - Petre".

## Svenska dialekter
I umemålet finner man vokativformer som gejtä "getter", bȯckä "bockar" och bånä "barn" i plural, samt bestämd form av namn som Erkä, bestämd form av Erk "Erik". I burträskmålet böjs vissa ord som paik "pojke" i vokativ efter numerus och genus, såsom pâike i singular och paika i plural, och steint "flicka" böjs i vokativ singular steinta, plural steinte. Däremot används samma plural-e både i pappe "pappa" och mamme "mamma". En annan förekommande pluralform är fare eller farä "fader". Lulemålets fär "fader" har denna vokativform färe samt ovan nämnda pappe och mamme. I skelleftemålet används vanlig bestämd form i vokativ singular för feminina ord; t.ex. steinta "flicka(n)", och obestämd form för maskuliner paik "pojk". I plural används -e om äldre människor; t.ex. pæppe "pappa", mamme "mamma", færrfære "farfar", medan andra ord får -ar i maskulinum och -e i femininum och neutrum; t.ex. paikar "pojkar", hässtar "hästar", steinte "flickor", mærre "märrar", koe "kor", kætte "kattor", bâne "barn", fâre "får".

## Tilltal i svenskan
Svenskan saknar alltså vokativkasus. Värt att nämna kan emellertid vara att tilltal i vissa fall ändå har morfologisk påverkan på svenska nominalfraser: eventuella adjektivattribut får bestämd form, det vill säga a- eller e-suffix även i singularis, trots att substantiven har obestämd form. Ex: kära vän, käre vän, ädle konung, älskade hustru. Förutom i tilltal förekommer detta också efter genitivattribut, till exempel Olles älskade hustru, men inte annorstädes. 